# يوري موروزوف (مغني)
يوري موروزوف (بالروسية: Юрий Морозов)‏ هو مغني ومهندس ومهندس الصوت روسي، ولد في 6 مارس 1948 في بيلوهيرسك في روسيا، وتوفي في 23 فبراير 2006 في سانت بطرسبرغ في روسيا بسبب ورم نخاعي متعدد.

## وصلات خارجية
- يوري موروزوف على موقع ميوزك برينز (الإنجليزية)
- يوري موروزوف على موقع ميوزك برينز (الإنجليزية)
- يوري موروزوف على موقع ديسكوغز (الإنجليزية)